# Ask for It
Ask for It är en EP av den amerikanska rockgruppen Hole, utgiven den 17 augusti 1995 på skivbolaget Caroline Records.

## Låtlista
1. "Over the Edge" (Greg Sage) – 2:47
2. "Pale Blue Eyes" (Lou Reed) – 3:56
3. "Drown Soda" (Hole) – 3:51
4. "Doll Parts" (Hole) – 2:21
5. "Violet" (Hole) – 3:36
6. "Forming/Hot Chocolate Boy" (The Germs/Beat Happening) – 1:32

## Banduppsättning
- Courtney Love – sång, kompgitarr
- Eric Erlandson – sologitarr
- Jill Emery – bas
- Caroline Rue – trummor